# Sjees

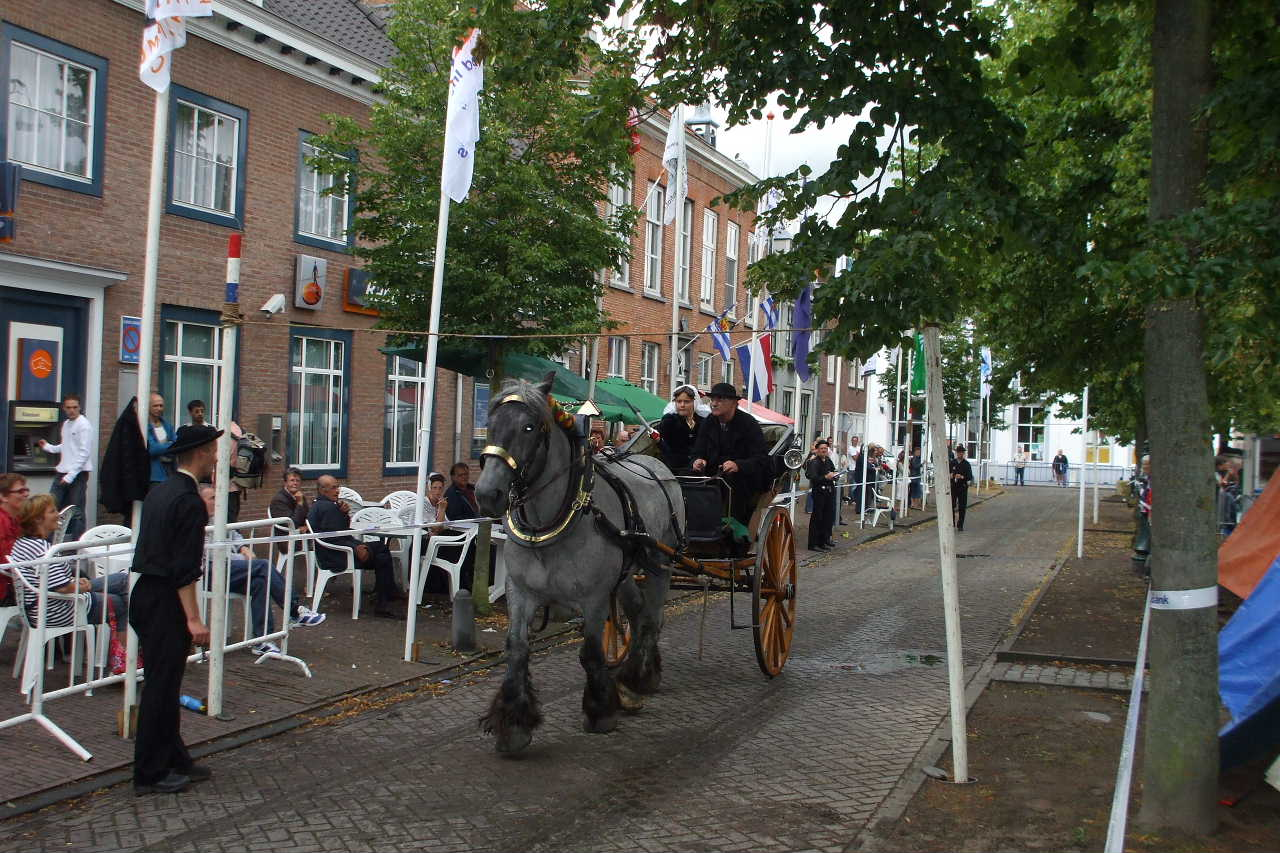
Ringrijden met een sjees in IJzendijke (Zeeland)

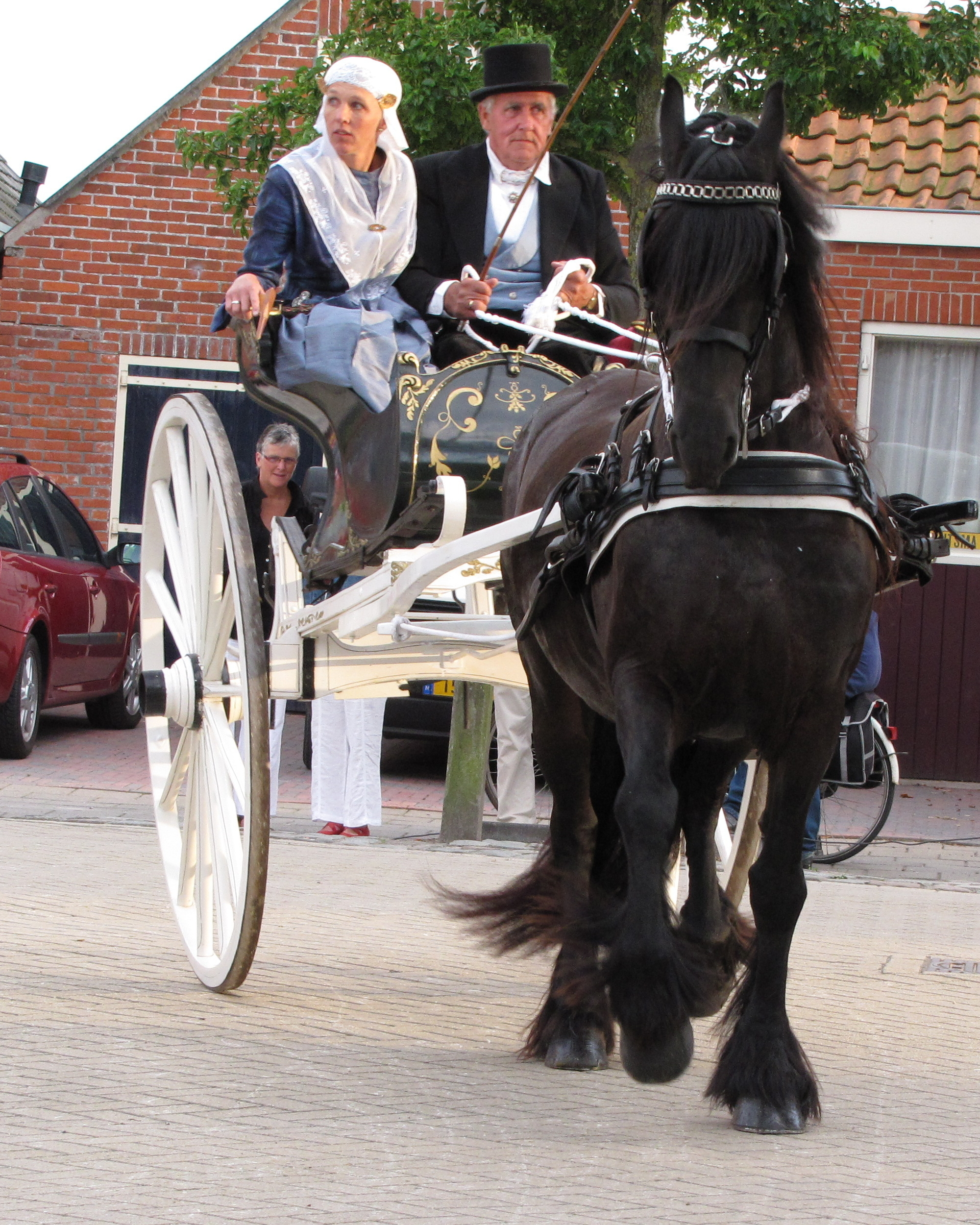
Ringrijden met een sjees in Lioessens

Een sjees is een lichte, door paarden voortgetrokken kar voor het vervoer van personen. Het woord sjees is een Nederlandse verbastering van het Franse woord chaise (stoel). Het bijzondere van een sjees ten opzichte van een gewone boerenkar is dat de personenbak van de sjees is opgehangen met lederen riemen. Een sjees kan al dan niet voorzien zijn van een neerklapbare overkapping.

## Friese sjees
De Friese sjees werd vroeger in Friesland op zondag gebruikt om de herenboeren naar de kerk te brengen. Hij werd getrokken door een enkel- of dubbelspan Friese paarden. De bak van de Friese sjees, waarin één of twee personen kunnen plaatsnemen, is meestal rijkelijk versierd met houtsnijwerk en volksschilderkunst en is opgehangen tussen twee hoge wielen. De diameter van de wielen ligt tussen de 122 en 150 cm en elk wiel heeft veertien spaken. De bak is voorzien van een speciale koker voor de koetsierszweep en heeft geen kap.

## Wedstrijden
Vroeger werd de Friese sjees onder meer gebruikt voor de lokale drafsport. Vandaag de dag wordt de sjees nog gebruikt om er folkloristische shows en wedstrijden mee te rijden. Er lopen dan uiteraard Friese paarden voor. Bij het optuigen van de paarden worden hoofdstellen met rijk versierde oogkleppen, bijpassende schoftstukken en borsttuigen gebruikt. De paarden moeten tijdens het lopen goed 'tuigen', dat wil zeggen: statig stappen en ruim draven met fier geheven hoofden en hoge knieactie.
De berijders zijn verplicht Friese klederdracht te dragen. Bij de mannen bestaat deze uit een wit hemd, een zwart jasje, een zwarte broek, hoge sokken en schoenen, en een zwarte hoed. De dames dragen lange jurken, witte kanten mutsen, hesjes en schorten, welke bij de kleuren van de sjees passen.
De sjees vindt in West-Friesland en in Zeeland overigens ook nog regelmatig gebruik tijdens het traditionele ringrijden.

## Afbeeldingen

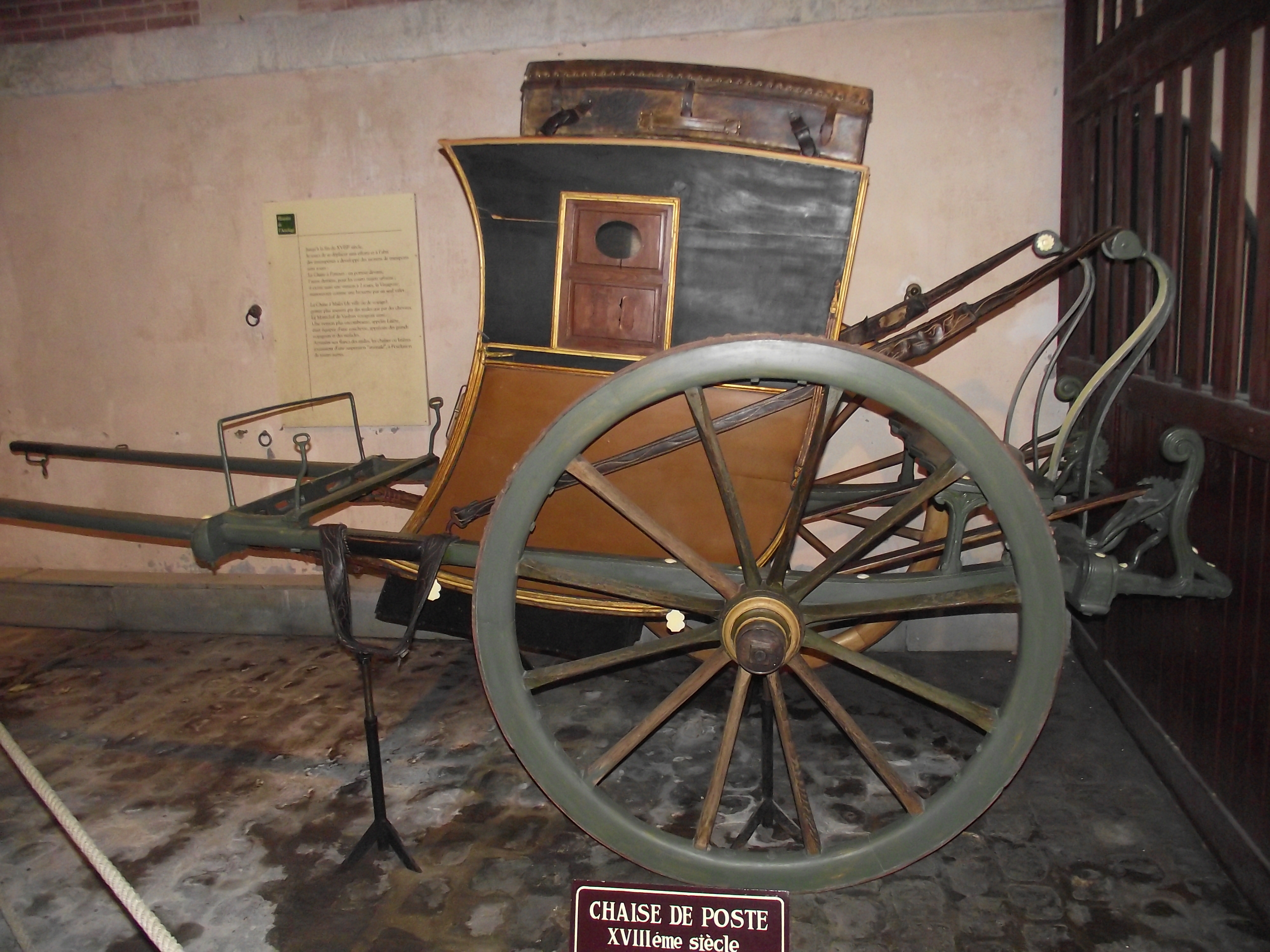
Franse postsjees
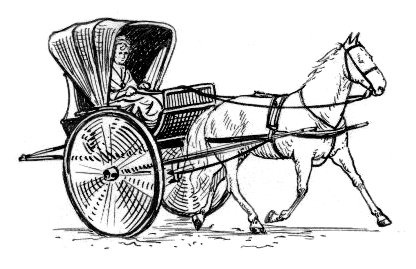
Een Franse chaise
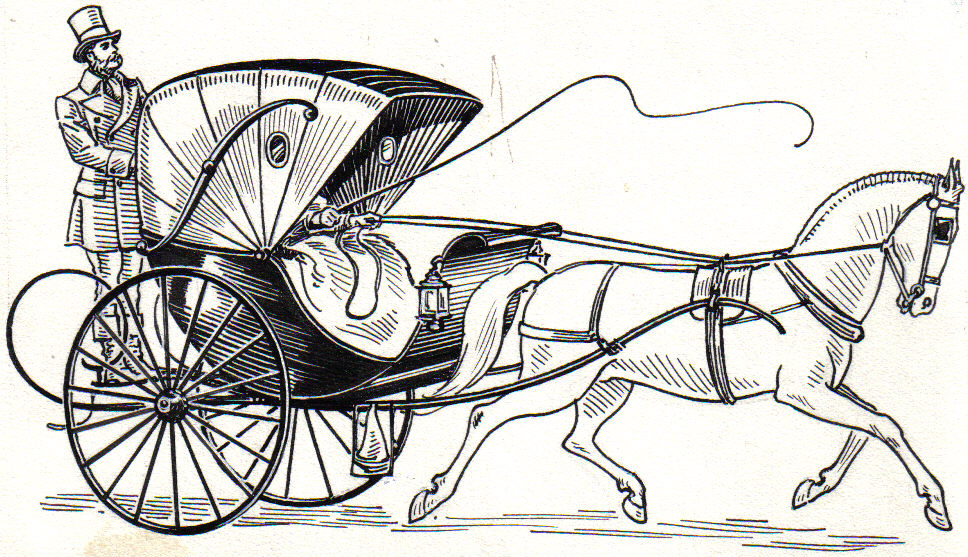
Variant: een cabriolet
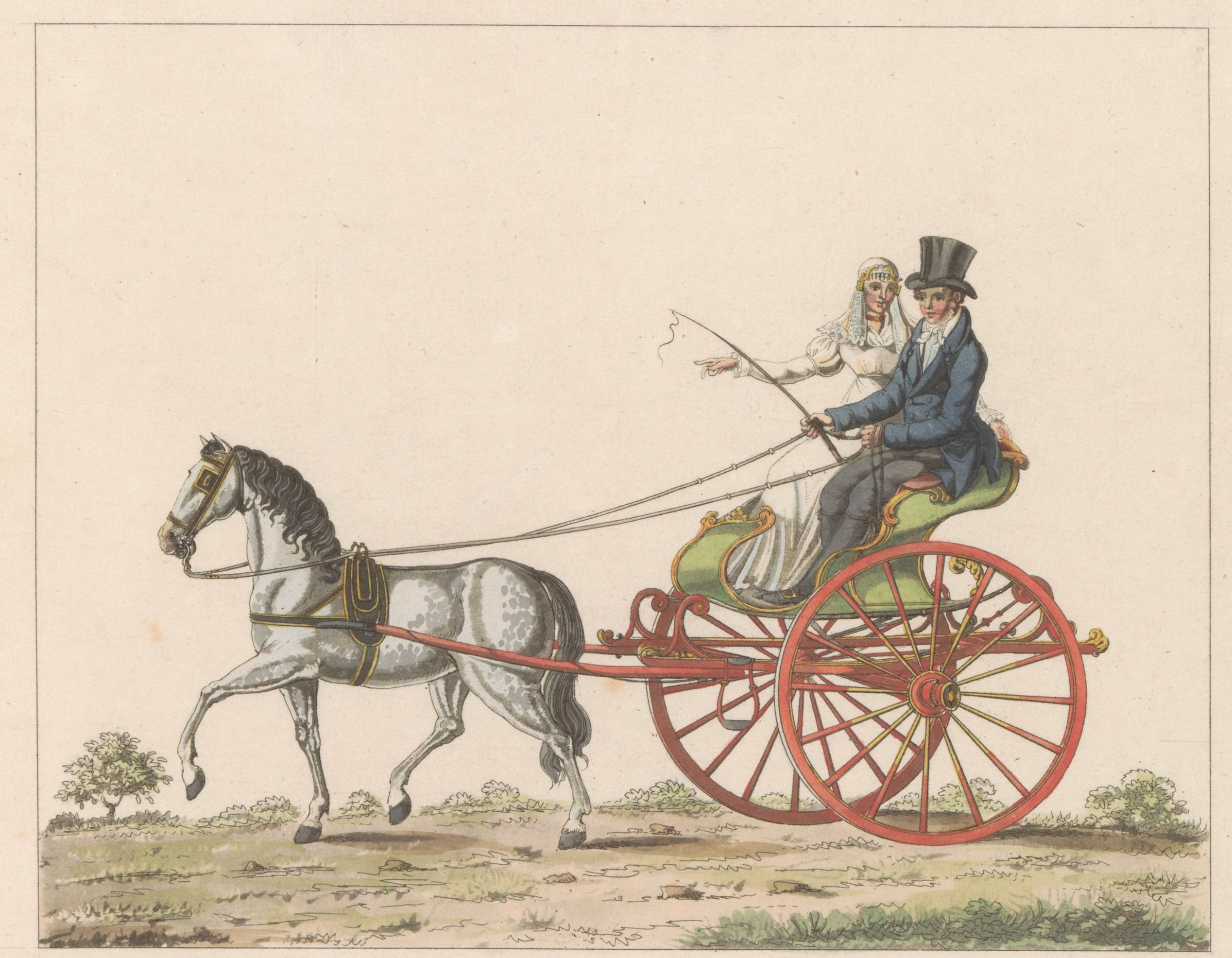
Hollandse sjees